# فريتز هينريتش كلاين
فريتز هينريتش كلاين (بالألمانية: Fritz Heinrich Klein)‏ هو ملحن نمساوي، ولد في 2 فبراير 1892 في بودابست في المجر، وتوفي في 12 يوليو 1977 في لينتس في النمسا.